# إدغار طور
إدغار طور (بالإستونية: Edgar Tur)‏ هو لاعب كرة قدم إستوني في مركز الدفاع، ولد في 28 ديسمبر 1996 في تالين في إستونيا. لعب مع نادي انفونت تالين.

## وصلات خارجية
- إدغار طور على موقع الاتحاد الأوربي (الإنجليزية)
- إدغار طور على موقع قاعدة بيانات كرة القدم.إي يو (الإنجليزية)
- إدغار طور على موقع ناشيونال فوتبول تيمز (الإنجليزية)
- إدغار طور على موقع Soccerway.com (الإنجليزية)